# Paix de Bergerac
La paix de Bergerac est signée le 17 septembre 1577 entre le roi Henri III et les protestants mettant un terme provisoire au conflit. La concrétisation des efforts de paix vient par la promulgation de l'Édit de Poitiers, exemple de tolérance.
Le texte indique que le culte réformé est accordé dans les faubourgs d'une ville par bailliage ou sénéchaussée.
Parmi les négociateurs, on trouve le secrétaire Villeroy, le grand maître de l'artillerie, M. de Biron. Du côté protestant, le gouverneur de La Rochelle, M. de La Noue, est responsable des pourparlers. François de Montpensier, alors gouverneur général du Languedoc et du Dauphiné, provinces tenues par les Huguenots, prend, quant à lui, secrètement part aux négociations.